# Blekinge tekniska högskola
Blekinge tekniska högskola, BTH, är en svensk statlig högskola i Blekinge. Vid högskolan bedrivs utbildning och forskning inom teknik, IT, fysisk planering, industriell ekonomi, design samt hälsa och vård.  
Blekinge tekniska högskola blev rankad nummer ett i landet på grundutbildning i teknik i Uranks rankning (2014). BTH rankades 2010 som en av de främsta i världen inom programvaruteknik och hållbar utveckling. Inom system- och programvaruteknik rankades BTH samma år bland de bästa i världen och EU, enligt Journal of Systems och Software. BTH bedöms även vara bäst i Sverige och på tredje plats i Europa inom hållbar utveckling, enligt en rapport från Alliance for Global Sustainability.
Högskolans verksamhet bedrivs i Karlskrona. Den har cirka 7 800 registrerade studenter, vilket omräknat i helårsstudenter blir cirka 3 148, samt 500 anställda (2024). Högskolans nuvarande rektor (2024) är Henric Johnson.

## Historik
Blekinge Tekniska Högskola startade 1989 under namnet Högskolan i Karlskrona/Ronneby .
Högskolan har verksamhet på följande platser i Blekinge:
- Campus Gräsvik i Karlskrona, från 1989. Campus Gräsvik är BTH:s huvudcampus.
- Campus Karlshamn, från 2000 till 2025.

Tidigare hade man även verksamhet i:
- Soft Center i Ronneby, från 1989 till 2010.

Under sommaren 2010 överfördes verksamheten i Ronneby till Karlskrona.
Högskolan ingick under åren 2006–2008 i en strategisk allians med Växjö universitet och Högskolan i Kalmar under det gemensamma namnet Akademi sydost. Högskolestyrelsen beslutade dock 15 februari 2008 att inte ingå i den fusion som de andra två parterna gick in i 1 januari 2010 då man bildade Linnéuniversitetet.
BTH är medlem i SUHF, Sveriges universitets- och högskoleförbund, EUA, European University Association, SEFI, Société Européenne pour la Formation des Ingénieurs och NORDTEK.

## Utbildning
Forskningen vid BTH bedrivs vid två fakulteter och sker inom områdena teknik, IT, fysisk planering, industriell ekonomi, design samt hälsa och vård. Idag utgör forskning och forskarutbildning en tredjedel av BTH:s verksamhet.
BTH har utbildningar inom följande områden:
- Civilingenjörsutbildningar
- Datavetenskap och mjukvaruutveckling
- Fysisk planering
- Hälsa och vård
- Högskoleingenjör
- Internationella påbyggnadsutbildningar
- Digitala medier och spelteknik[5]

## Rektorer
- 1989–2000: Per Eriksson
- 2001–2007: Lars Haikola
- 2007–2013: Ursula Hass
- 2013–2018: Anders Hederstierna
- 2018–2024: Mats Viberg
- 2024–: Henric Johnson

## Studentföreningar
- Blekinge Studentkår
- Blekinge Kårspex
- Rosenboms Nation